# Hassan El Fakiri
Hassan El Fakiri (* 18. April 1977 in Temsamane, Marokko) ist ein ehemaliger norwegischer Fußballspieler.

## Kindheit
Der Mittelfeldspieler El Fakiri wurde in Marokko geboren, lebte allerdings seit seinem siebten Lebensjahr in Norwegen, wo er auch das Fußballspielen begann.

## Karriere

### Verein
Hassan El Fakiri begann bei der Jugendabteilung von Lyn Oslo. 1996/97 wurde der 1,76 Meter große El Fakiri aus der eigenen Jugend in die Profimannschaft des Hauptstadtvereins übernommen.
Zum Jahreswechsel 1999/00 wurde er für sechs Monate an Brann Bergen ausgeliehen, anschließend wechselte er zum AS Monaco, wurde aber bereits ein halbes Jahr später an seinen Heimatverein Lyn Oslo verliehen. Nach wiederum einem halben Jahr wechselte El Fakiri im August 2001 auf Leihbasis zu Rosenborg Trondheim und kehrte im Juli 2002 zum AS Monaco zurück. Dort spielte er nun 3 Jahre, ehe er zur Saison 2005/06 zu Borussia Mönchengladbach kam. Für die Borussia bestritt er insgesamt 49 Bundesligaspiele und erzielte ein Tor.
Seit Juli 2007 spielt El Fakiri für seinen früheren Verein Brann Bergen, mit dem er 2007 norwegischer Meister wurde. Sein dortiger Vertrag lief zunächst bis 2010. Ende 2014 beendete er seine Laufbahn.

### Nationalmannschaft
Für die Nationalmannschaft Norwegens absolvierte El Fakiri acht Länderspiele. Sein bislang letztes Länderspiel machte er am 1. März 2006 in Dakar bei der 1:2-Niederlage gegen den Senegal.

## Erfolge als Spieler
- Champions League:
  - Platz 2 2004 mit AS Monaco

- Tippeligaen
  - Meister 2007 mit Brann Bergen

- Ligue 1:
  - Platz 2 2003 mit AS Monaco
  - Platz 3 2004 und 2005 mit AS Monaco